# Horriwil
Horriwil (gsw. Horriwiu) – miejscowość i gmina (niem. Politische Gemeinde) w Szwajcarii, w kantonie Solura, w jednostce administracyjnej (Amtei) Bucheggberg-Wasseramt, w okręgu Wasseramt. 

## Demografia
W Horriwil mieszka 871 osób. W 2021 roku 6,2% populacji gminy stanowiły osoby urodzone poza Szwajcarią. 